# مجموعة مستقلة (نظرية الرسومات)

هنا تسع رؤوس زرقاء تشكل أكبر مجموعة مستقلة للرسم البياني بيترسين المعمم.

في نظرية الرسم البياني، نعرف مجموعة مستقلة أومجموعة مستقرة (stable set أو independent set) بأنها مجموعة من رؤوس رسم بياني والتي كل رأسين بها هما غير متجاوران. بمعنى آخر، المجموعة المستقلة هي مجموعة S من الرؤوس بحيث لا يوجد ضلع يربط بين كل رأسين في S. وهذا يعني أن كل ضلع في الرسم البياني له رأس واحد عالأكثر واحدة على الأكثر في S. حجم المجموعة المستقلة هو عدد الرؤوس بها. تسمى المجموعات المستقلة أيضا بمجموعات مستقرة داخليا.
المجموعة المستقلة القصوى (maximal independent set ) هي إما مجموعة مستقلة بحيث أن إضافة أي رأس لها ينتج عنه ضلع ينتمي بالكامل لهذه المجموعة أو مجموعة من جميع رؤوس الرسم البياني الخالي (أي لايحتوي على أضلاع).
تعرف المجموعة المستقلة القصوى بشكل آخر بأنها مجموعة مستقلة والتي لها أكبر حجم ممكن للرسم البياني G المحدد. يُسمى هذا الرقم بعدد الاستقلال (independence) لـ G ، ويرمز بالرمز {\displaystyle \alpha (G)}. تعتبر مسألة إيجاد المجموعة المستقلة القصوى مشكلة من النوع NP-hard بمسائل الأمثلية. فبالتالي فإنه من غير المحتمل وجود خوارزمية فعالة لإيجاد الحد الأقصى المستقل لمجموعة من الرسم البياني.
كل مجموعة مستقلة قصوى هي أيضًا الحد الأقصى، لكن العكس ليس دائما صحيح.

## الخصائص

### العلاقة مع غيرها من متغيرات الرسم البياني
نقول أن المجموعة مستقلة إذا وفقط إذا كانت تجمع (Clique) في تكملة الرسم البياني، وبالتالي فإن المفهومين متكاملان. في الواقع، تحتوي الرسوم البيانية الكبيرة التي ليس لها عصابات كبيرة على مجموعات كبيرة مستقلة، والذي يتم دراسته في نظرية رامزي (Ramsey theory).
أيضا يقال أن المجموعة مستقلة إذا وفقط إذا كان المكمل لها يمثل غطاء الرأس. لذلك فإن مجموع حجم أكبر مجموعة مستقلة {\displaystyle \alpha (G)} وحجم الحد الأدنى من غطاء الرأس {\displaystyle \beta (G)} يساوي عدد الرؤوس في الرسم البياني {\displaystyle V(G)}، أي أن {\displaystyle \alpha (G)+\beta (G)=V(G)}.
تعتبر مسألة تلوين رؤوس الرسم البياني G تجزئة (partition) لمجموعة رؤوس G إلى مجموعات جزئية مستقلة. ومن هنا يكون الحد الأدنى لعدد الألوان المطلوبة في تلوين الرؤوس، المعروف بالعدد اللوني {\displaystyle {\mathcal {X}}(G)}، هو على الأقل حاصل قسمة عدد الرؤوس في {\displaystyle G} والرقم المستقل {\displaystyle \alpha (G)}.
في الـرسم ثنائي الأطراف أو التجزئة الذي لايحتوي على أي رؤوس معزولة، فإن عدد الاستقلال يساوي عدد الأضلاع في الحد الأدنى لـغطاء الأضلاع؛ هذه هي نظرية كونيج.

### مجموعة مستقلة قصوى
تسمى المجموعة المستقلة التي ليس لها مجموعات جزئية بمجموعة مستقلة أخرى بأنها مجموعة قصوى. هذه المجموعات هي مجموعات مسيطرة. يحتوي كل رسم بياني على من {\displaystyle 3^{n/3}} على الأكثر من المجموعات المستقلة القصوى  لكن العديد من الرسوم البيانية تحتوي على أقل من ذلك العدد بكثير. يتم الحصول على عدد المجموعات المستقلة القصوى في الرسوم البيانية لدورة به {\displaystyle n} من الرؤوس بواسطة أرقام Perrin ، ويتم إستنتاج عدد المجموعات المستقلة القصوى في الرسوم البيانية لمسار به {\displaystyle n} من الرؤوس بواسطة تسلسل Padovan . لذلك، يتناسب كلا الرقمين مع قوى الرقم البلاستيكي 1.324718 .

## الحصول على مجموعات مستقلة
في علوم الكمبيوتر، تمت دراسة العديد من المشكلات الحسابية المتعلقة بمجموعات مستقلة.
- في مسألة المجموعة المستقلة القصوى ، يكون المعطيات هنا عبارة عن رسم بياني غير موجه، والناتج هو مجموعة مستقلة قصوى في الرسم البياني. إذا كان هناك عدة مجموعات مستقلة قصوى، فالمطلوب هنا مجموعة واحدة فقطاجة واحدة فقط. يشار إلى هذه المسألة أحيانًا باسم " vertex packing ".
- في مسألة مجموعة مستقله موزونه قصوى، يكون المتطلب هنا عبارة عن رسم بياني غير موجه مع أوزان لرؤوسه ويكون الناتج مجموعة مستقلة ذات أقصى مجموع للأوزان. تعتبر مسألة المجموعة المستقلة القصوى حالة خاصة من المجموعة المستقلة الموزونه القصوى والتي تكون فيها جميع الأوزان واحدة.
- في مسألة الإدراج المستقل القصوى ، نحتاج لرسم بغير موجه، ويتم البحث هنا عن قائمة بجميع مجموعاته المستقلة القصوى. يمكن حل هذه المسألة باستخدام خوارزمية روتين فرعي لمشكلة قائمة مجموعة الحد الأقصى المستقل، لأنه يجب تضمين مجموعة الحد الأقصى المستقل بين جميع مجموعات الحد الأقصى المستقل.
- مسألة قرار المجموعة المستقلة أيضا تتطلب رسم بياني غير موجه ورقم k ، وتهتم بإيجاد قيمة منطقية والتي تكون صائبة في حالة احتواء الرسم البياني على مجموعة مستقلة من الحجم k ، وخاطئة فيما عدا ذلك.

المسائل الثلاث الأولى المذكوره أعلاه مهمة في التطبيقات العملية. بينما مسألة قرار المجموعة المستقلة ليست كذلك لكنها ضرورية من أجل تطبيق نظرية اكتمال NP على المشكلات المتعلقة بالمجموعات المستقلة.

### مجموعات مستقلة قصوى وأكبر تجمعات
تعتبر مسألتي المجموعة المستقلة والتجميع متكاملتين: فأي تجميع في G هو مجموعة مستقلة في الرسم البياني التكميلي لـ G والعكس صحيح. لذلك قد يتم تطبيق العديد من النتائج الحسابية بشكل جيد على حد سواء لهاتين المسألتين. على سبيل المثال، تحتوي النتائج المرتبطة بمسألة التجميع على النتائج التالية:
مسائل قرار مجموعة مستقلة هي NP- كاملة، وبالتالي لا يعتقد أن هناك خوارزمية فعالة لحلها. مسائل المجموعة المستقلة القصوى هي من النوع NP-hard فمن الصعب أيضًا تقريبها.

### إيجاد أكبر مجموعات مستقلة

#### الخوارزميات الدقيقة
مسألة إيجاد مجموعة مستقلة قصوى هي NP-hard. ومع ذلك، يمكن حلها بشكل أكثر كفاءة بزمن {\displaystyle O(2^{n}\,n^{2})} باستخدام خوارزمية القوة الغاشمة التي تدرس كل مجموعة جزئية من الرؤوس والتحقق ما إذا كانت مجموعة مستقلة ام لا.
في عام 2017، تمكن حلها بزمن {\displaystyle O(1.1996^{n})} باستخدام مساحة متعددة الحدود. عند الاقتصار على الرسوم البيانية والذي به أقصى درجة هي 3، فيمكن حلها بزمن قدره {\displaystyle O(1.0836^{n})}.
بالنسبة للعديد من فئات الرسوم البيانية، يمكن العثور على مجموعة مستقلة للوزن الأقصى بزمن متعدد الحدود. مثال على ذلك الرسوم البيانية الخالية من المخلب و  الرسوم البيانية خالية من {\displaystyle P_{5}}  والرسوم البيانية المثالية. بالنسبة للرسوم البيانية الوتريه فيمكن الحصول على مجموعة مستقلة موزونه قصوى بزمن خطي.
التحلل المعياري هو أداة جيدة لحل مسألة ايجاد مجموعة مستقلة موزونه قصوى؛ خوارزمية الوقت الخطي على الرسوم البيانية هي المثال الأساسي لذلك. أداة أخرى مهمة هي فواصل التجمع (Clique separator) كما وصفها تارجان.
في الرسم البياني ثنائي الأطراف، يمكن تضمين جميع الرؤوس غير الموجودة في الحد الأدنى من غطاء الرأس في مجموعة مستقلة قصوى ويمكن قراءة نظرية Kőnig لتفاصيل أكثر. فبالتالي يمكن الحصول على الحد الأدنى من أغطية الرأس باستخدام خوارزمية مطابقة ثنائية الطرف.

#### خوارزميات التقريب
بشكل عام، لا يمكن تقريب مسألة إيجاد مجموعة مستقلة قصوى إلى عدد ثابت في كثيرة حدود (ما لم تكن P = NP). في الواقع، فإن أقصى مجموعة مستقلة بشكل عام عبارة عن Poly-APX-Complete ، مما يعني أنه صعب مثل أي مشكلة يمكن تقريبها إلى عامل متعدد الحدود. بالرغم من ذلك، هناك خوارزميات تقريب فعالة لفئات محدودة من الرسوم البيانية.

### إيجاد أكبر المجموعات مستقلة
يمكن حل مسألة إيجاد مجموعة مستقلة قصوى بزمن متعدد الحدود باستخدام خوارزمية جشعة (greedy ) تافهة. يمكن العثور على جميع المجموعات المستقلة القصوى في زمن قدره {\displaystyle O(3^{n/3})=O(1.4423^{n})}.

## برنامج للبحث عن أقصى مجموعة مستقلة
| اسم                                                      | رخصة | لغة واجهة برمجة التطبيقات | معلومات موجزة |
| -------------------------------------------------------- | ---- | ------------------------- | --- |
| igraph نسخة محفوظة 14 فبراير 2014 على موقع واي باك مشين. | GPL  | C, Python, R, Ruby        | الحل الدقيق. "تم نقل التطبيق الحالي إلى رسم من مكتبة Very Nauty Graph Library بواسطة Keith Briggs ويستخدم الخوارزمية من الورقة S. Tsukiyama و M. Ide و H. Ariyoshi و I. Shirawaka. خوارزمية جديدة لتوليد كل المجموعات المستقلة القصوى SIAM J Computing، 6: 505-517، 1977 ". |
| NetworkX                                                 | BSD  | Python                    | الحل التقريبي، راجع الروتين maximum_independent_set |

## روابط خارجية
- Weisstein, Eric W. "Maximal Independent Vertex Set". MathWorld (بالإنجليزية).
- Challenging Benchmarks for Maximum Clique, Maximum Independent Set, Minimum Vertex Cover and Vertex Coloring نسخة محفوظة 29 مايو 2013 على موقع واي باك مشين.
- Independent Set and Vertex Cover, Hanan Ayad.